# Tomohisa Takei
Tomohisa Takei (jap. 武居 智久 Takei Tomohisa, ur. 12 stycznia 1957 w prefekturze Nagano) – japoński admirał, szef sztabu Japońskich Morskich Sił Samoobrony w latach 2014–2016.
Takei dołączył do JMSDF w marcu 1979, po ukończeniu Akademii Obrony Narodowej. Po 35 latach służby, w październiku 2014 objął stanowisko szefa sztabu Japońskich Morskich Sił Samoobrony. W 2016 przeszedł na emeryturę i został wykładowcą w Naval War College.

## Odznaczenia
- Legia Zasługi (2011)[3]
- Oficer Legii Honorowej (2016)[4]

## Awansy
- – chorąży marynarki – marzec 1979
- – komandor porucznik – lipiec 1993
- – komandor – styczeń 1998
- – kontradmirał – 30 sierpnia 2004
- – wiceadmirał – 26 lipca 2010
- – admirał – 14 października 2014